# 화이트 하트 레인
화이트 하트 레인(White Hart Lane)은 1899년부터 2017년까지 런던 북부 토트넘에 위치해 있던 축구 경기장이자 토트넘 홋스퍼의 홈구장이었다. 수용 인원은 수년에 걸쳐 변했으며, 전좌석으로 변경되었을 당시에는 36,284명을 수용할 수 있었다. 한때 거의 80,000명을 수용할 수 있었으며 1950년대 초반에는 70,000명에 달하기도 했다. 화이트 하트 레인의 역대 최다 관중 수는 1938년 3월 5일 선덜랜드 AFC와의 FA컵 경기에서 기록한 75,038명이다. 
토트넘의 화이트 하트 레인에서의 마지막 경기는 2017년 5월 14일에 열린 맨체스터 유나이티드와의 리그 경기였으며 빅터 완야마와 해리 케인의 골로 토트넘이 2–1로 승리하였다.
(이 승리로 17승 2무라는 홈 무패를 달성했다.)
화이트 하트 레인은 프리미어리그 2016-17 시즌이 끝난 후 완전히 철거되었다. 철거된 곳에는 토트넘의 새로운 홈 구장인 토트넘 홋스퍼 스타디움이 들어섰다. 토트넘 홋스퍼 스타디움은 62,062명을 수용할 수 있으며 파퓰러스가 설계했다. 토트넘 홋스퍼 스타디움이 건설되는 동안 토트넘은 웸블리 스타디움에서 경기를 진행했으며 2019년 4월 3일에 공식적으로 새로운 경기장으로 이전했다.